# Предыкт
Преды́кт (из пред- + икт) — секция, раздел музыкальной формы, предваряющий репризу и готовящий её тональность. В XIX в. обозначал момент перед переходом от одной ладовой функции к другой (иктом). В основном применяется в серединных частях, разработках, связках и связующих партиях, вступлениях. В сонатной форме это обычно заключительный раздел разработки перед репризой.
Гармонически предыкт чаще всего представляет собой органный пункт на доминанте главной тональности. Он конденсирует неустойчивость (преобладание D на сильных долях, в чётных тактах: органный пункт) и требует разрешения в устойчивой части формы.
Создатель теории ладового ритма Б. Л. Яворский определял предыкт как момент, предшествующий икту, то есть переходу от одной ладовой функции к другой.